# 北港站
北港站或诺尔杭站（丹麥語：Nordhavn station）是哥本哈根市郊铁路与哥本哈根地铁共构车站。位于丹麦首都哥本哈根北港港区内。1934年5月15日启用，初始建筑总设计师是克努兹·唐高·塞斯特。哥本哈根地铁4号线也在本站设站，哥本哈根地铁部分于2020年3月28日开通。该站哥本哈根市郊铁路使用部分站厅位于地面层，哥本哈根市郊铁路站台则是高架站台，哥本哈根地铁部分位于地下。
| 上一站                       | 哥本哈根市郊铁路     | 下一站                      |
| ---------------------------- | -------------------- | --------------------------- |
| 东门站 开往：洪迪厄站        | 工作日白天           | 天鹅磨坊站 开往：希勒勒站   |
| 东门站 开往：克厄站          | 夜间及周末           | 天鹅磨坊站 开往：希勒勒站   |
| 东门站 开往：霍耶-措斯楚普站 |                      | 天鹅磨坊站 开往：法鲁姆站   |
| 东门站 开往：霍耶-措斯楚普站 | 仅工作日高峰时段开行 | 天鹅磨坊站 开往：法鲁姆站   |
| 东门站 开往：腓特烈松站      |                      | 天鹅磨坊站 开往：克兰彭堡站 |
| 东门站 开往：克厄站          | 仅工作日白天开行     | 天鹅磨坊站 开往：霍尔特站   |

## 图片集

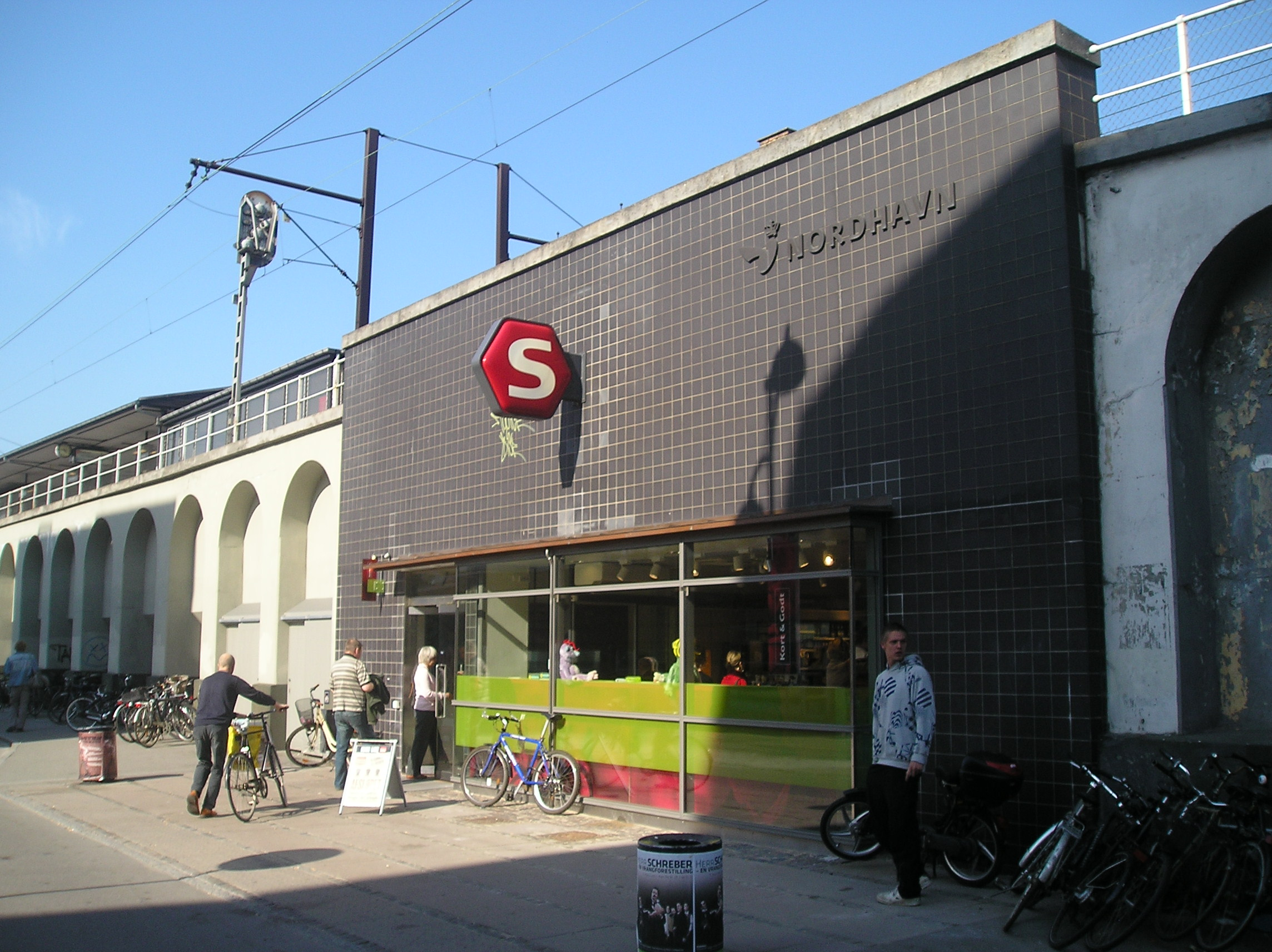
地面层入口之一
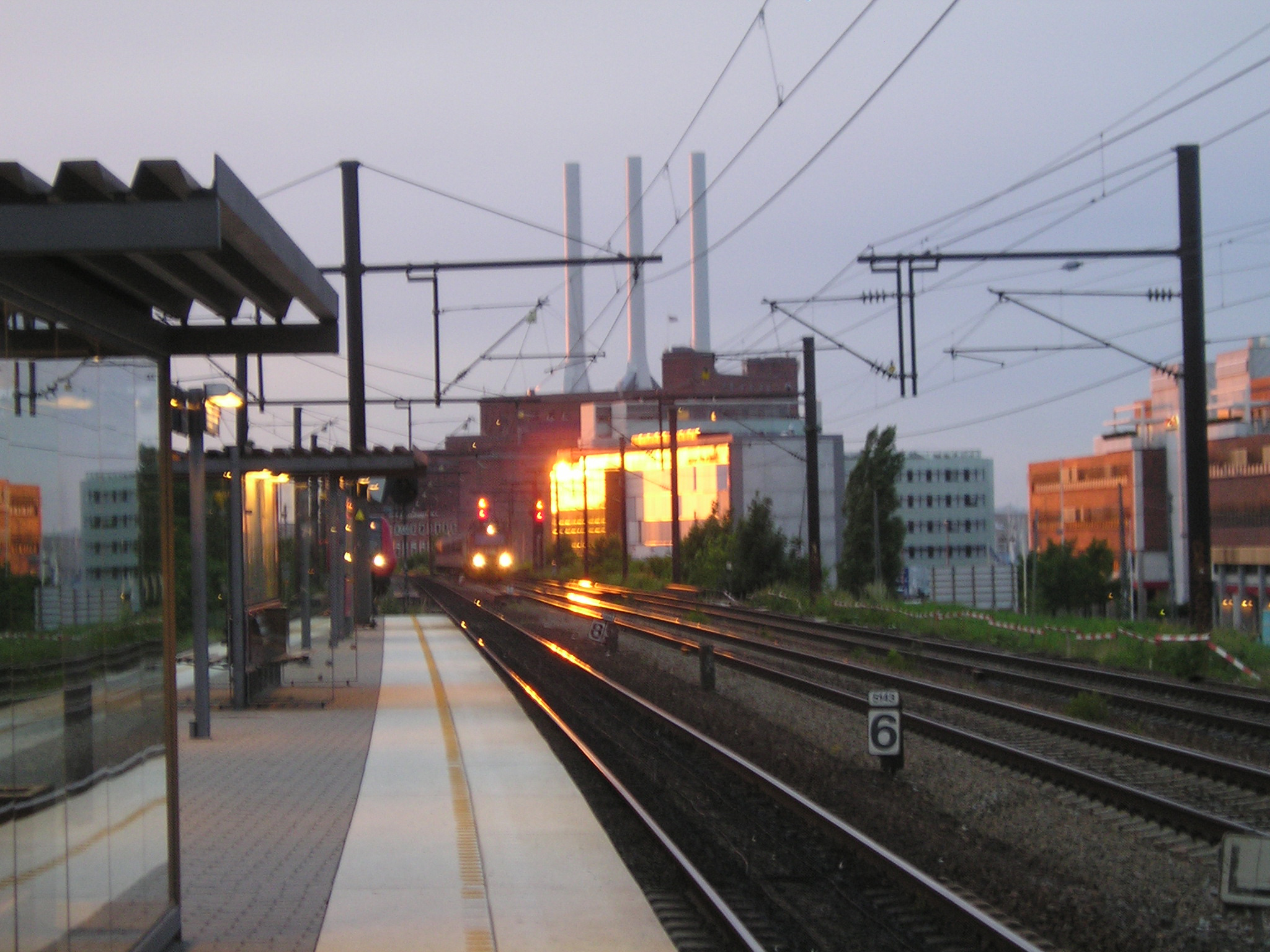
站台
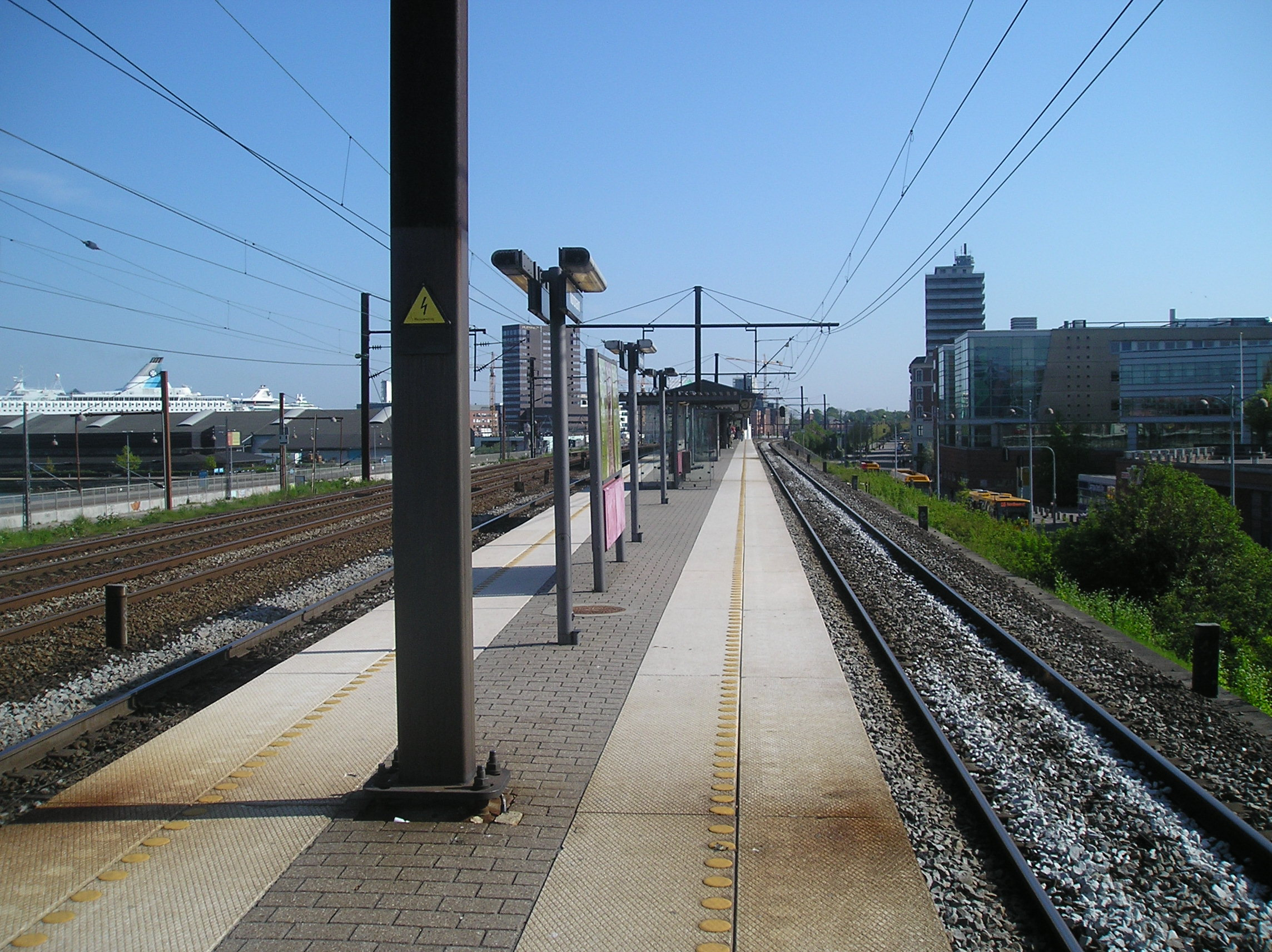
站台
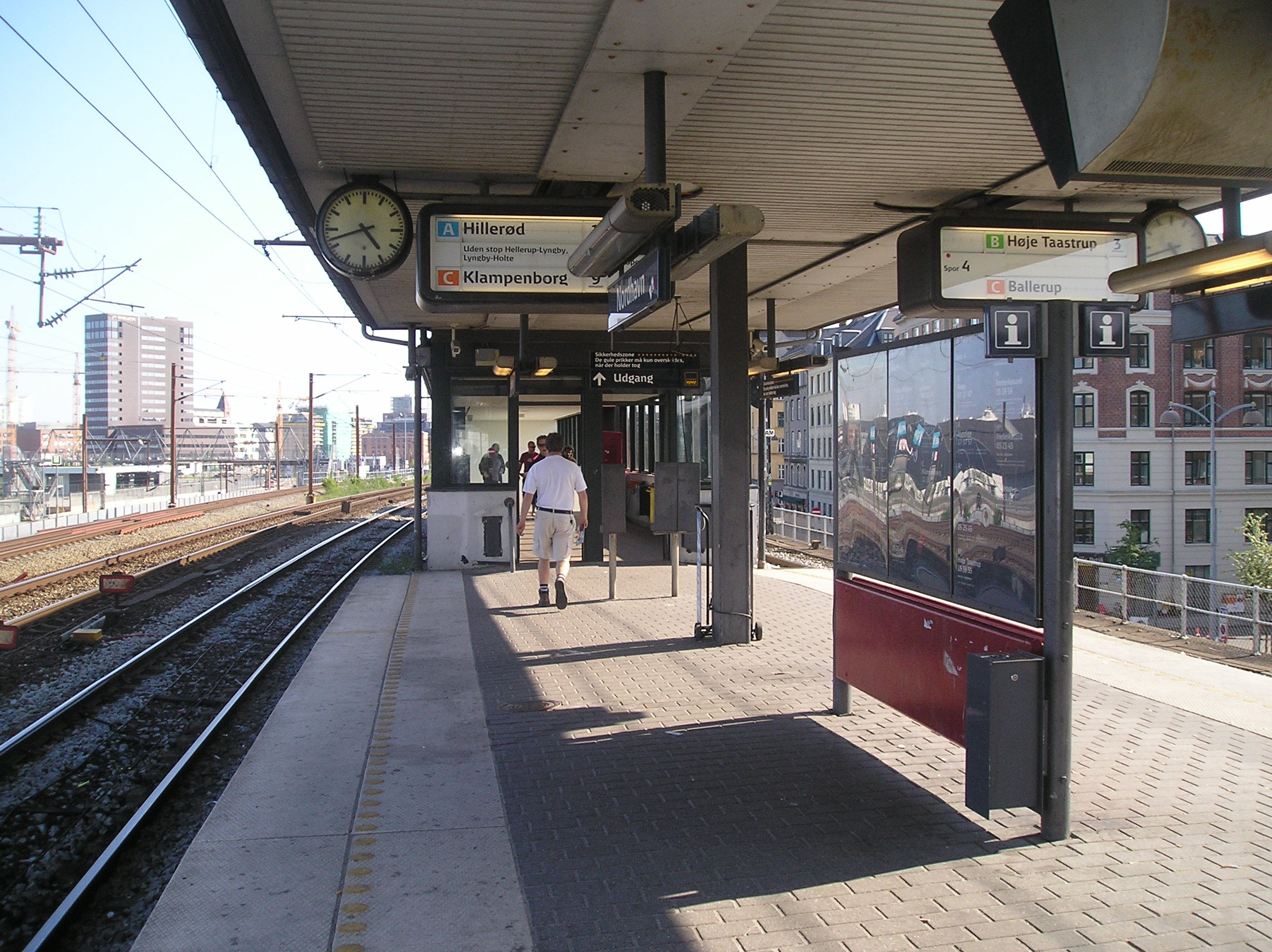
站台
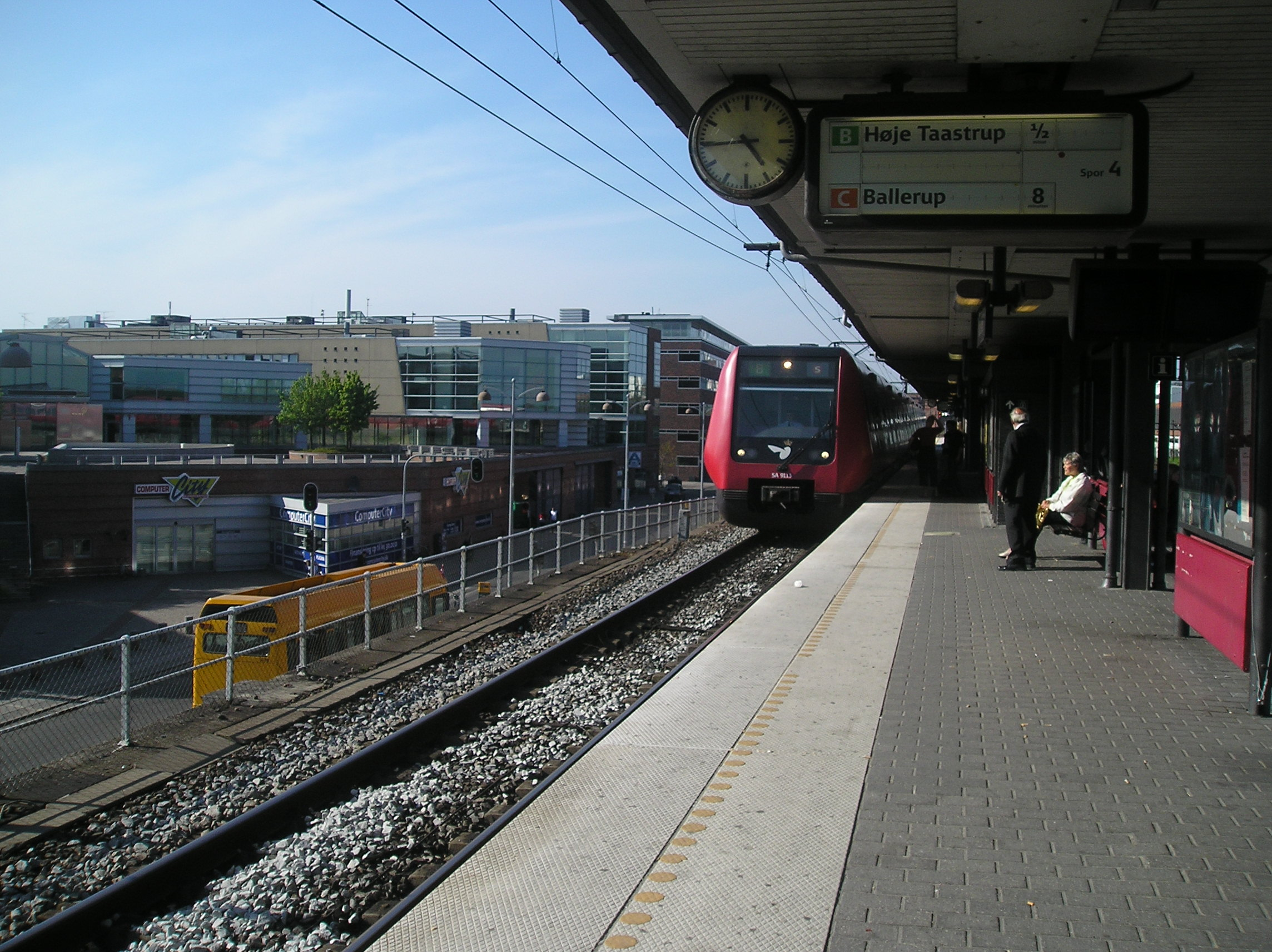
哥本哈根市郊铁路列车进站
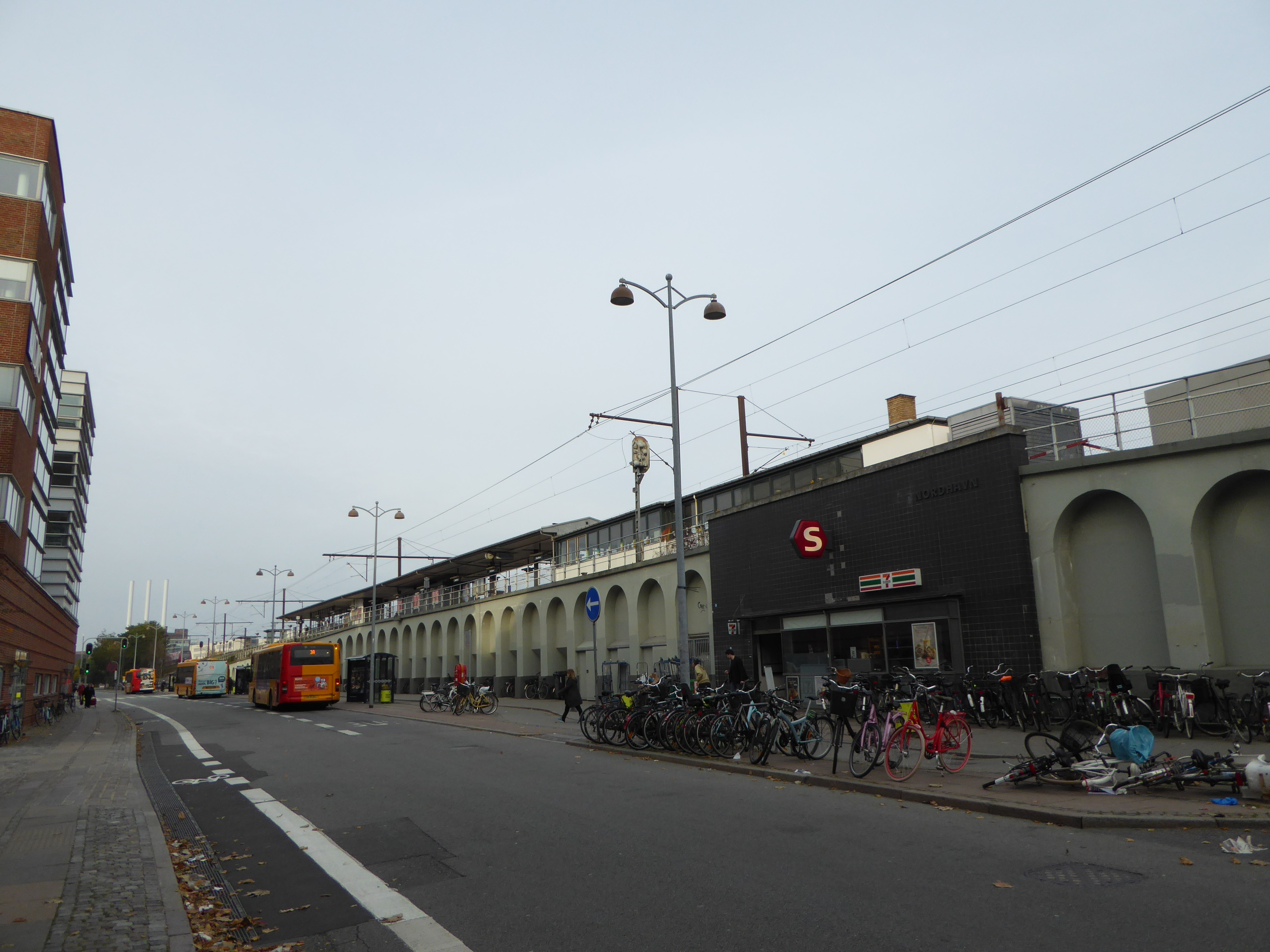
北港站正门前的东铁街
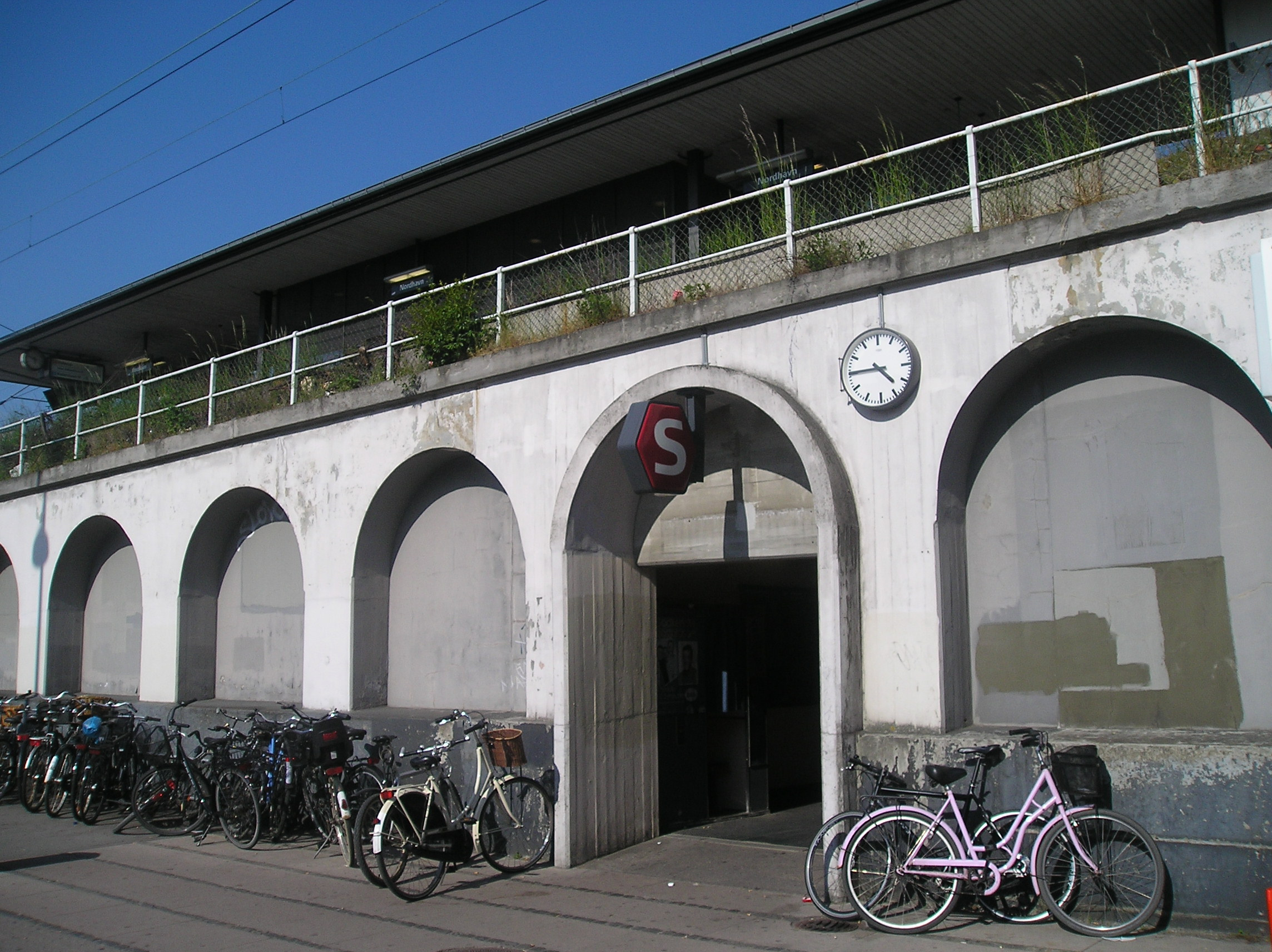
地面层入口之二

## 外部連結
维基共享资源上的相關多媒體資源：北港站
- 丹麦国家铁路官网对北港站的介绍（页面存档备份，存于）（丹麦语）